# Фен (биология)
Фен (от др.-греч. φαίνω «являю; обнаруживаю») — отдельный вариант определённого признака, обусловленный генотипически и неподразделяемый на составные компоненты без потери качества. Впервые термин был введен датским биологом Вильгельмом Иогансеном в 1909 году. Термин стал широко использоваться начиная с 1960-х годов в популяционно-зоологических и популяционно-ботанических публикациях, в качестве признака генотипа популяции.
Раздел биологии, изучающий и классифицирующий фены называется фенетика.
Примеры отдельных фенов — жёлтая или зелёная окраска семян гороха, синий или карий цвет глаз человека и т. д.